# ユースティティア

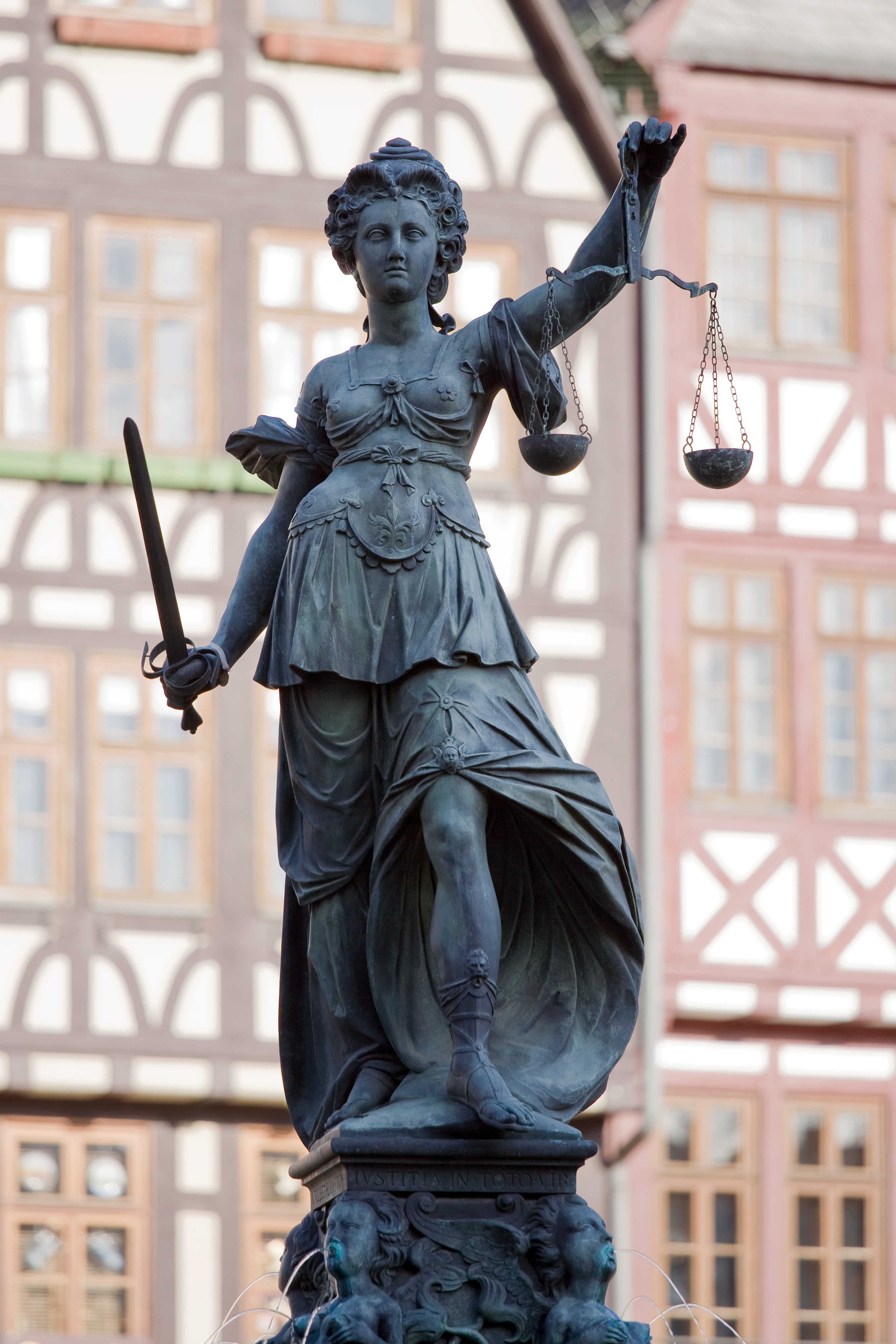
フランクフルトの歴史的中心街レーマーベルクの「正義の女神の泉」に建つユースティティア像

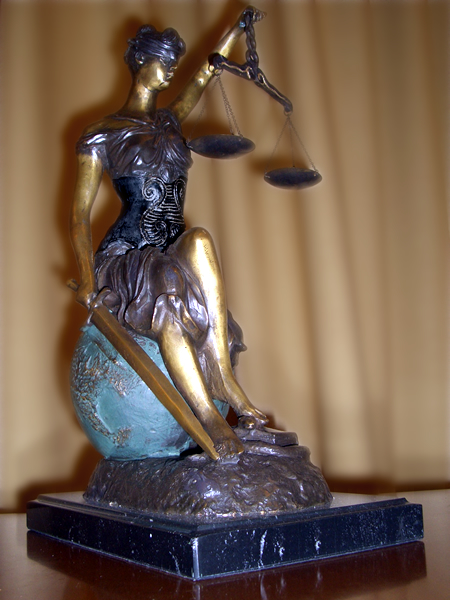
アメリカ司法省の225周年記念ブロンズ像。限定1776体。

ユースティティア (Jūstitia あるいは Iūstitia) とは、ローマ神話に登場する女神。名前はラテン語で「正義」を意味する。
正義の女神であることから、裁判所などでは、天秤と剣を手にし目隠しをしたユースティティア（あるいはテミス）の像 (Statue of Lady Justice または Statue of Jusctice) を飾る習慣がある。ユースティティアの像は日本の最高裁判所にもある。ただし日本の最高裁判所にある像の様に目隠しされていないものもある。
ギリシア神話のホーラー（ホーライ）の一人ディケーや、その母で掟の女神であるテミスと同一視される。また、アストライアーとも同一視され、おとめ座の女神とされる。